# Kaputihan
Kaputihan is een bestuurslaag in het regentschap Tasikmalaya van de provincie West-Java, Indonesië. Kaputihan telt 7070 inwoners (volkstelling 2010).